# آندره کریستین
آندره کریستین (انگلیسی: Andrew Christian) شرکت پوشاک آمریکایی است، که در سال ۲۰۰۱ تأسیس شد.